# Theatre World Award
Theatre World Award ist ein US-amerikanischer Preis, der seit 1945 jährlich an Theaterschauspieler in New York City vergeben wird.

## Geschichte
Der Preis wurde 1945 erstmals verliehen. Viele Theaterschauspieler haben den Preis in der Vergangenheit erhalten, unter anderem  Danny Aiello, Gillian Anderson, Julie Andrews, Christina Applegate, Lucie Arnaz,  Antonio Banderas, Fantasia Barrino, Brenda Blethyn, Marlon Brando, Carol Burnett, Richard Burton, Carol Channing, Harry Connick, Dixie Carter, Billy Crudup, Barbara Cook, Tim Daly, James Dean, Loren Dean, Ralph Fiennes, Calista Flockhart,  Jane Fonda, Andy Griffith, Laurence Harvey, Glenne Headly, Charlton Heston, Dustin Hoffman, Phyllis Hyman, Hugh Jackman, Ernestine Jackson, Scarlett Johansson, Grace Kelly, Burt Lancaster, Jude Law, Cloris Leachman, Carol Lynley, Lizbeth MacKay, Jayne Mansfield, Audra McDonald, Reba McEntire, Nellie McKay, Helen Mirren, Patricia Neal, Anthony Perkins, Bernadette Peters, Christopher Plummer, Cliff Robertson, Eddie Redmayne,  Lea Salonga, Brooke Shields, Maureen Stapleton, Meryl Streep,  Dick Van Dyke, Vanessa L. Williams, Marissa Jaret Winokur, Eli Wallach, Patrice Wymore, John Lloyd Young und das gesamte Ensemble von A Chorus Line.

## Wahlverfahren
Die Sieger werden von einem Komitee von Theaterkritikern ausgewählt, das jedes Jahr neu zusammengestellt wird. 2009 bestand das Komitee aus Vertretern von Theatermania.com, Playbill, TakinBroadway.com, New York Post, Newhouse Papers, New York Daily News und New York Newsday.

## Statuette
Der Preis besteht aus einer Bronzeskulptur, die von dem Künstler Harry Marinsky erschaffen wurde. Die Skulptur ist unter dem Namen „Ianus“ bekannt, dem römischen Gott des Anfangs und des Endes.